# Мешкаускас, Казимерас Антанович
Казимерас Антанович Мешкаускас — советский экономист, доктор экономических наук, профессор, академик АН Литовской ССР (1962).

## Биография
Родился в 1917 году в Лелюнасе. Член КПСС.
Окончил Вильнюсский государственный университет.
В 1947—1956 гг. — научный сотрудник, заведующий сектором промышленного хозяйства, заместитель директора Института экономики АН Литовской ССР по научной работе.
В 1956—1981 гг. — директор Института экономики АН Литовской ССР.
В 1981—1985 — заведующий сектором экономического развития директора Института экономики АН Литовской ССР.
Избирался депутатом Верховного Совета Литовской ССР 5-8-го созывов.
В 1962—1986 гг. — учёный секретарь АН Литовской ССР.
Умер в Вильнюсе в 2011 году.

## Награды
- Орден Трудового Красного Знамени (1971)
- Орден Дружбы народов (1977)